# Sebastian Sebulonsen
Sebastian Søraas Sebulonsen (* 27. Januar 2000 in Stavanger, Norwegen) ist ein norwegischer Fußballspieler. Er steht in Deutschland beim 1. FC Köln unter Vertrag und ist zudem ein ehemaliger norwegischer Nachwuchsnationalspieler.

## Laufbahn im Verein

### Von der vierten Liga zu Viking FK
Sebastian Sebulonsen spielte als Jugendlicher bei Sola FK aus der etwa 29.000 Einwohner zählenden Ortschaft Sola unweit seiner Geburtsstadt Stavanger und kam für dessen erste Mannschaft in der vierten und dritten Liga zum Einsatz. Zur Saison 2020 folgte der Wechsel zum Erstligisten Viking FK aus Stavanger, wo er sich in seiner ersten Saison aber nicht behaupten konnte. Sebulonsen bestritt 20 Spiele (eine Vorlage, ein Tor), war aber oft nur Einwechselspieler. Im Mai 2021 wurde er an Mjøndalen IF verliehen, doch im Juli 2021 wurde der Leihvertrag wieder aufgelöst. In der Folge erkämpfte sich Sebastian Sebulonsen einen Stammplatz, wobei er meist als rechter Außenverteidiger eingesetzt wurde. Er wurde mit Viking FK Dritter und qualifizierte sich somit für die zweite Qualifikationsrunde zur Conference League, jedoch kam er dort nicht mehr zum Einsatz.

### Wechsel nach Dänemark
Denn Sebulonsen wechselte im Sommer 2022 nach Dänemark zu Brøndby IF, wo er einen Vertrag bis Sommer 2026 unterschrieb. War er zunächst noch als rechter Außenverteidiger Stammspieler, fand er sich in der Folgezeit häufig auf der Ersatzbank wieder und erst während der Meisterrunde spielte er regelmäßig, wenn auch nicht immer als Startelfspieler. Während seines ersten Jahres in Brøndby, einem Vorort von Kopenhagen mit rund 40.000 Einwohnern, kam Sebastian Sebulonsen auch zu Einsätzen im internationalen Wettbewerb und startete in der zweiten Qualifikationsrunde zur Conference League, wo man Pogoń Stettin rauswarf, doch in der dritten Qualifikationsrunde bedeutete der FC Basel Endstation. Die erneute Teilnahme am internationalen Geschäft wurde als Tabellenfünfter in der Meisterrunde verpasst. Auch in der Folgesaison gehörte Sebulonsen nicht zu den Stammspielern. Brøndby IF kämpfte in dieser Saison um die dänische Meisterschaft und ging als Tabellenführer in den letzten Spieltag, doch eine 2:3-Niederlage gegen Aarhus GF – Sebastian Sebulonsen erzielte in der 64. Minute den zwischenzeitlichen 2:2-Ausgleichstreffer – ließ den Traum von der Meisterschaft zerplatzen, obwohl zeitgleich der Konkurrent FC Midtjylland gegen Silkeborg IF nicht über ein 3:3 hinauskam und somit Brøndby ein Unentschieden zum Meistertitel gereicht hätte. In seinem dritten Jahr in Brøndby gelang Sebastian Sebulonsen endlich der Durchbruch, denn er war nun als rechter Mittelfeldspieler gesetzt. Als Vizemeister nahm Brøndby IF an der zweiten Qualifikationsrunde zur Conference League teil und warf dort den kosovarischen Vertreter KF Llapi raus, ehe man in der dritten Qualifikationsrunde gegen Legia Warschau ausschied. In der Liga wurde der Verein Dritter.

### Wechsel nach Deutschland
Im Juli 2025 wechselte Sebulonsen nach Deutschland in die Bundesliga zum Aufsteiger 1. FC Köln. In der Domstadt unterschrieb er einen Vertrag bis 2028.

## Nationalmannschaftslaufbahn
Sebastian Sebulonsen war norwegischer U21-Nationalspieler und qualifizierte sich mit seiner Mannschaft für die Europameisterschaft 2023 in Georgien und Rumänien. Dort gehörte er zum Kader und schied mit seiner Mannschaft als Gruppenletzter aus. Dabei kam er in allen Spielen zum Einsatz.